# Pociąg niestały
Pociąg niestały – pociąg nieujęty w rocznym rozkładzie jazdy, a zamawiany w przypadku potrzeby.
Pociągi niestałe dzieli się na:
- pociągi dodatkowe – przewidziane w rozkładzie jazdy, lecz uruchamiane w razie potrzeby;
- pociągi nadzwyczajne – nieprzewidziane w rozkładzie jazdy, a uruchamiane w razie potrzeby według rozkładu jazdy specjalnie dla nich opracowanego lub bez szczegółowego rozkładu jazdy, z zachowaniem warunku nieprzekraczania dozwolonej prędkości na szlakach[3].

Dla potrzeb wewnętrznych uruchamiane są pociągi dodatkowe:
- pociągi ratunkowe
- pociągi gospodarcze
- pociągi robocze
- pociągi inspekcyjne
- pojazdy pomocnicze.

Według Encyklopedii Kolejnictwa pociągi specjalne to pociągi nadzwyczajne służące do przewozu delegacji lub dostojników państwowych. Z pociągów takich korzystał m.in. Adolf Hitler (zob. Pociąg Amerika).